# Andrew Tiernan
Andrew Tiernan, né le 30 novembre 1965 à Dublin, est un acteur, réalisateur et scénariste britannique né à Dublin en Irlande.

## Biographie
Andrew Tiernan est issu d'une famille irlandaise de Dublin. Après la Seconde Guerre mondiale, sa famille déménage à Birmingham, en Angleterre. Il grandit dans le fameux quartier de Ladywood et commence à faire du théâtre dès son plus jeune âge au Birmingham Youth Theatre.
En 1984, il déménage à Londres pour y étudier pendant trois ans afin d'obtenir un diplôme de théâtre à l'université Drama Centre London, dirigé par Christopher Fettes et Yat Malmgren.
En 1989, il fait sa première apparition à l'écran cinéma avec le film Dead Cat de David Lewis. Andrew reprend un peu la télévision en 1998 dans la série télévisée britannique Hornblower. Il apparaît également dans la série dramatique Inspecteur Barnaby interprétant Steve Bright, un photographe. En 2006, Andrew Tiernan interprète Éphialtès, un homme très gravement déformé qui trahit sa patrie dans le film 300 de Zack Snyder. Ce rôle fera monter sa cote de popularité. En 2013, il commence à prendre la direction de ses films avec le film Dragonfly, où il est à la fois réalisateur, scénariste et acteur.

## Filmographie

### Cinéma
- 1989 : Dead Cat
- 1990 : Flying (court-métrage) : Gary
- 1991 : End of the Road a Film About First Love (court-métrage) : L'homme furieux
- 1991 : Edward II : Piers Gaveston
- 1992 : Comme il vous plaira (As You Like It) : Orlando/Oliver
- 1993 : The Trial (en) : Berthold
- 1994 : Les Mille et Une Vies d'Hector (Being Human) : L'homme de Cyprion
- 1994 : Entretien avec un vampire : Un des vampires de Paris
- 1995 : Some Kind of Life (en) : Mark
- 1995 : Awayday (court-métrage) : Le jeune garçon
- 1995 : Two Deaths
- 1997 : Blanche-Neige : Le Plus Horrible des contes : Scar
- 1997 : Face : Chris
- 1997 : Le Damné (Playing God) : Cyril
- 1998 : Map of the Scars (court-métrage)
- 1998 : The Scarlet Tunic : Muller
- 1998 : Arnaques, Crimes et Botanique (Lock, Stock and Two Smoking Barrels) :
- 1999 : The Protagonists de Luca Guadagnino : Mohammed
- 1999 : The Criminal de Julian Simpson (en) : Harris
- 2000 : Checkout Girl (court-métrage) : Mark
- 2000 : Small Time Obsession :
- 2001 : Left Turn (court-métrage) : John
- 2001 : Brilliant! (court-métrage) : Critique d'art
- 2001 : Lava (en) : Marchand
- 2001 : Killing Angel (Mr In-Between) :
- 2001 : The Bunker : Caporal suppléant Schenke
- 2002 : Le Pianiste (The Pianist) : Szalas
- 2002 : La sirène rouge : Koesler
- 2005 : Richard III : Le comte de Richmond
- 2005 : Snuff-Movie (en) : Fred
- 2006 : The Man Who Sold the World : Révérend Carmichael
- 2007 : 300 : Éphialtès de Trachis
- 2008 : Chroniques d'Erzebeth : Le Royaume Assailli -Bathory) : Zavodsky
- 2010 : Rough Cut : John
- 2010 : Mr. Nice : Alan Marcuson
- 2010 : London Underworld (en) (Dead Cert) : Chekha
- 2010 : Freight : Stanni
- 2011 : Flush (court-métrage) : Tony
- 2011 : War of the Dead : Capitaine Martin Stone
- 2012 : Dinklebrain (court-métrage) : Finn
- 2012 : Demons and Doors : Dr Heinz
- 2012 : Candle to Water : Uri/George
- 2014 : Autómata : Manager
- 2014 : 300 : La Naissance d'un empire (300: Rise of an Empire) : Éphialtès de Trachis
- 2015 : Dragonfly : DS Blake
- 2016 : Le Sequel : Dirk Heinz
- 2019 : Burning Men : Mad Dad

### Télévision
- 1989 : Nice Work (série télévisée) : Raymond Wilcox
- 1990 : Screen One
- 1991 : Suspect numéro 1 - Saison 1 : L'Affaire Howard (mini série) : DC Rosper
- 1991 : The Chief (série télévisée) : PC Steve Felsher
- 1992 : Thacker (téléfilm) : Davey Royce
- 1992 : La voix du sang (téléfilm) : Leo
- 1992 : Between the Lines (série télévisée) : David Panter
- 1992 : Suspect numéro 1 - Saison 2 : Opération Nadine (mini série) : DC Rosper
- 1993 : Screenplay (série télévisée) : Duggie
- 1993 : Cracker (série télévisée) : Sean
- 1993 - 1994 : 99-1 (série télévisée) : Billy Pink
- 1994 : Middlemarch (mini série) : Dagley
- 1994 : Capital Lives (série télévisée)
- 1994 : Space Precinct (série télévisée) : Andy Sturgeon
- 1995 : Taggart (série télévisée) : John Campbell
- 1996 : The Sculptress (téléfilm) : Gary O'Brien
- 1998 : Hornblower: The Examination for Lieutenant (téléfilm)
- 2003 : Rehab (téléfilm)
- 2005 : The Rotters Club (série télévisée) : Royce Slater
- 2005 : The Quatermass Experiment (téléfilm) : Victor Carroon
- 2004 : Père malgré lui ; Whose Baby? (téléfilm)
- 2008 : Survivors (série télévisée)
- 2009 : The Bill (série télévisée)
- 2009 : Harvest (téléfilm)
- 2009 : Murderland (mini série)
- 2009 : Casualty (série télévisée)
- 2010 : Retour à Whitechapel (série télévisée) : Steven Dukes
- 2011 : Doctor Who : Purcell
- 2013 : Paganini, le violoniste du diable (Der Teufelsgeiger) (Téléfilm) : Freddie
- 2013 : Common (téléfilm) : Peter O'Shea
- 2014 : 1666, Londres en flammes (minisérie) : Vincent

### Source de la traduction
- (en) Cet article est partiellement ou en totalité issu de l’article de Wikipédia en anglais intitulé « Andrew Tiernan » (voir la liste des auteurs).